# خون‌ادراری
خون‌میزی، خون‌ادراری یا هماچوری هنگامی در پزشکی به کار می‌رود که در ادرار فرد گویچه سرخ وجود داشته باشد. هماچوری می‌تواند به دلیل سنگ‌های دستگاه ادراری، هایپرپلازی خوش‌خیم پروستات، تومورهای مجاری ادراری و عفونت ادراری دلایل خوش‌خیم یا بدخیم دیگر ایجاد گردد.

## انواع
خون‌ادراری (هماتوری) بر دو نوع است. میکروسکوپی و ماکروسکوپی.
- خون‌ادراری میکروسکوپی زمانی است که وجود خون در ادرار فقط در زیر میکروسکوپ یا نوار تست خون در ادرار قابل تشخیص است. این امر در بسیاری مواقع بدون دلیل پاتوژنیک بوده و بیماری محسوب نمی‌شود. عامل آن می‌تواند بلند کردن جسم سنگین یا ورزش سنگین و حتی زیاده‌روی در رابطه جنسی باشد. هماچوری میکروسکوپیک (> ۲–۱ RBC / میدان میکروسکوپ پرقدرت) توأم با پروتئینوری، هیپرتانسیون، و یک سدیمان ادراری فعال (سندرم نفروتیک)، بیشتر مربوط به گلومرولونفریت التهابی می‌باشد.
- خون‌ادراری ماکروسکوپی که با چشم غیر مسلح قابل تشخیص است و با دگرگونی رنگ ادرار به قرمز یا قهوه‌ای همراه‌است. در برخی موارد گویچه‌های سرخ در ادرار وجود ندارند اما هموگلوبین در ادرار یافت می‌شود که باعث تغییر رنگ ادرار می‌گردد. این موارد را باید از سایر علل تغییر رنگ ادرار به قرمز یا قهوه‌ای (نظیر مصرف داروها یا غذاهای خاص) افتراق داد.

## علل
هماچوری به علت‌های گوناگونی از جمله تخریب جدارهای کلیه و مجاری آن و التهابات مجاری ادراری و مثانه به وجود می‌آید. بیماری‌های گوناگونی که باعث خونریزی داخلی می‌شوند و حتی خود سنگ کلیه و مثانه و مجاری ادراری می‌توانند باعث هماچوری شوند. سیستیت و دیگر عفونتهای ادراری، انواع کارسینومهای دستگاه ادراری، کیستهای کلیوی، آنفارکتوس کلیوی و … از دیگر علل هستند.